# الزنانبة (الغربية)
الزنانبة هو دُوَّار يقع بجماعة لغديرة، إقليم الجديدة، جهة الدار البيضاء سطات في المملكة المغربية. ينتمي الدوّار لمشيخة الغربية التي تضم 13 دوار. يقدر عدد سكانه بـ 594 نسمة حسب الإحصاء الرسمي للسكان والسكنى لسنة 2004.

## روابط خارجية
- البوابة الوطنية للجماعات الترابية
- المندوبية السامية للتخطيط